# Усім класом на море
«Усім класом на море» (італ. L'insegnante al mare con tutta la classe) — італійська еротична комедія режисера Мікеле Массімо Тарантіні.
Прем'єра відбулась 7 липня 1980 року. Зйомки проходили у Римі.

## Сюжет
Власник готелю Ерколе Кубетті має сина Маріо, який не склав екзамени та не був переведений до наступного класу. На літні канікули уся родина переїжджає жити до готелю святкувати річницю одруження, однак головною причиною від'їзду все ж таки є втеча Ерколе від податкової. До готелю приїжджає і учителька французької мови Ліза Коломбі, яку Ерколе хоче найняти для сина, аби той підтягнув предмет, по якому не встигає. Кубетті знає її і вважає своєю коханкою. Однак Ліза використовує його задля того, щоб допомогти своєму коханому влаштуватись архітектором до Ерколе Кубетті. Працівник готелю Коко та син Маріо шантажують Ерколе і хочуть розповісти все дружині та мамі. Фільм насичений перевдяганням, любовними перепетіями та біготнею по готелю.

## Актори
| Актор                    | Роль               |
| ------------------------ | ------------------ |
| Анна Марія Ріццолі       | Ліза Коломбі       |
| Ліно Банфі               | Ерколе Кубетті     |
| Альваро Віталі           | Коко               |
| Марко Гелардіні          | Маріо Кубетті      |
| Джизелла Софіо           | дружина директора  |
| Франко Діогене           | директор           |
| Джино Паньяні            | шкільний учитель   |
| Галліано Сбарра          | менеджер готелю    |
| Адріана Фаччетті         | секретарка Кубетті |
| Мауро Вестрі             | монсеньйор         |
| Джиммі іл Феномено       | шкільний секретар  |
| Франческа Романа Колуцці | дружина Ерколе     |
| Діно Кассіо              | водій              |

## Знімальна група
Режисер — Мікеле Массімо Тарантіні.
Сценаристи — Мікеле Массімо Тарантіні, Джорджіо Мріуццо, Лучіано Мартіно, Франческо Міліція.
Оператор — Джанкарло Феррандо.
Композитор — Франко Кампаніно.
Художники — Джакомо Кало Кардуччі, Джулія де Ріу.
Монтаж — Еудженіо Алабізо.